# 永不投降 (鞋)
永不投降（Never Surrender High-Top）是一款由美国前总统特朗普於2024年推出的一款High-top运动鞋，据媒体报道，該鞋於2月17日推出后不到一天就被抢购一空。其颜色为金黄色，一侧印有代表特朗普名字（Trump）的T字母，售价为399美元/双。这款运动鞋为限量版，只生产了1000双，其中十双拥有特朗普的亲笔签名。

## 批评
當時為2024年美國總統選舉的競選期間，其主要對手時任總統拜登的竞选团队说：“特朗普出来兜售山寨版的Off-White，是他余生中最接近Air Force 1的一次。”（Off-White是一家意大利奢侈品品牌，而Air Force 1可以指耐克的一款鞋，但更常是指總統專機空军一号）